# 昼間たかし
昼間 たかし（ひるま たかし、1975年 - ）は日本のルポライター、ジャーナリスト、著作家、脚本家。
岡山県岡山市出身

## 来歴・人物
立正大学文学部史学科を卒業。
2008年3月から2009年8月にかけて行われた「東浩紀のゼロアカ道場」に参加。
後に東京大学大学院情報学環教育部に入学し、修了した。アイドルのプロデュースなどに進出。『地域批評シリーズ』を執筆。表現規制問題も継続的に取材を行っている。
2009年のゆうばり国際ファンタスティック映画祭で上映された映画『おやすみアンモナイト　貧乏人抹殺篇／貧乏人逆襲篇』では脚本を執筆。
高速バスや車中泊が安眠には程遠い環境であることから、夜行列車の必要性を説いており、復活させるべきであると主張している。

## 著書

### 単著
- 『日本の特別地域1 東京都 足立区』マイクロマガジン社〈地域批評シリーズ〉（原著2007年9月10日）。ISBN 9784896372533。
- 『日本の特別地域2 東京都 葛飾区』マイクロマガジン社〈地域批評シリーズ〉（原著2008年3月10日）。ISBN 9784896372809。

### 共著
- 『2007-2008 マンガ論争勃発』永山薫共著、マイクロマガジン社（原著2007年12月31日）。ISBN 9784896372731。
- 『マンガ論争勃発2』永山薫共著、マイクロマガジン社（原著2009年4月27日）。ISBN 9784896373004。
- 『萌える名作文学ヒロイン・コレクション』昼間たかし、井川楊枝、井戸匡、鬼柳孝雄、さか本、白石臣、ゼウス悟、仲里宗太郎、コアマガジン（原著2010年9月27日）。ISBN 978-4862528599。
- 『これでいいのか東京都大田区2 日本の特別地域 特別編集37』昼間たかし、佐藤圭亮、マイクロマガジン社（原著2012年8月31日）。ISBN 978-4896373998。